# Honey Sri-Isan
Honey Sri-Isan (în thailandeză ฮันนี่ ศรีอีสาน, n. 22 octombrie 1971, Provincia Kalasin, Thailanda – d. 26 februarie 1992, Provincia Sisaket, Thailanda) a fost o actriță și cântăreață thailandeză.

## Tinerețe
Honey Sri-Isan s-a născut pe 1971 într-o familie săracă din provincia Kalasin, și-a început cariera muzicală în 1991, colaborând cu Yenawee Promotion. Al doilea album de studio, Namta Lon Bon Thee Non (1991) a devenit primul album al unei artiste care a debutat.
A murit într-un accident la provincia Sisaket în 1992, la vârsta de 21 de ani.

## Discografie

### Album
- ianuarie 1991 - Namta Lon Bon Thee Non
- octombrie 1991 - Won Phee Mee Rak Dieaw